# Time/Bank
Time/Bank ist ein 2009 von Julieta Aranda (* 1975 in Mexiko-Stadt) und Anton Vidokle (* 1965 in Moskau) initiiertes Kunstprojekt.
Das Konzept von Time/Bank basiert auf einer Idee von Josiah Warren, der von 1827 bis 1830 den Cincinnati Time Store betrieb. Waren und Dienstleistungen werden gegen eine festgelegte Anzahl von investierten Zeitstunden gehandelt. Als Absicherung werden Banknoten für ein bestimmtes Zeitkontingent ausgegeben. Paul Glover gründete 1991 die erste erfolgreiche Zeitbank der Gegenwart. Die „Ithaka Hours“ wurden von den ortsansässigen Geschäften als Zahlungsmittel akzeptiert.
Die Installation Time/Bank bestand während der dOCUMENTA (13) aus der temporär eingerichteten Online-Plattform: e-flux.com/timebank und mehreren Zweigstellen, die temporär in verschiedenen Institutionen eingerichtet waren. Dort konnten Transaktionen vorgenommen werden, Dienste angenommen oder angeboten werden. 2011 wurde Time/Bank als Installation im Portikus Frankfurt ausgestellt.